# Dymasia nitela
Dymasia nitela är en fjärilsart som beskrevs av Comstock 1926. Dymasia nitela ingår i släktet Dymasia och familjen praktfjärilar. Inga underarter finns listade i Catalogue of Life.